# Rotella (Rundschild)

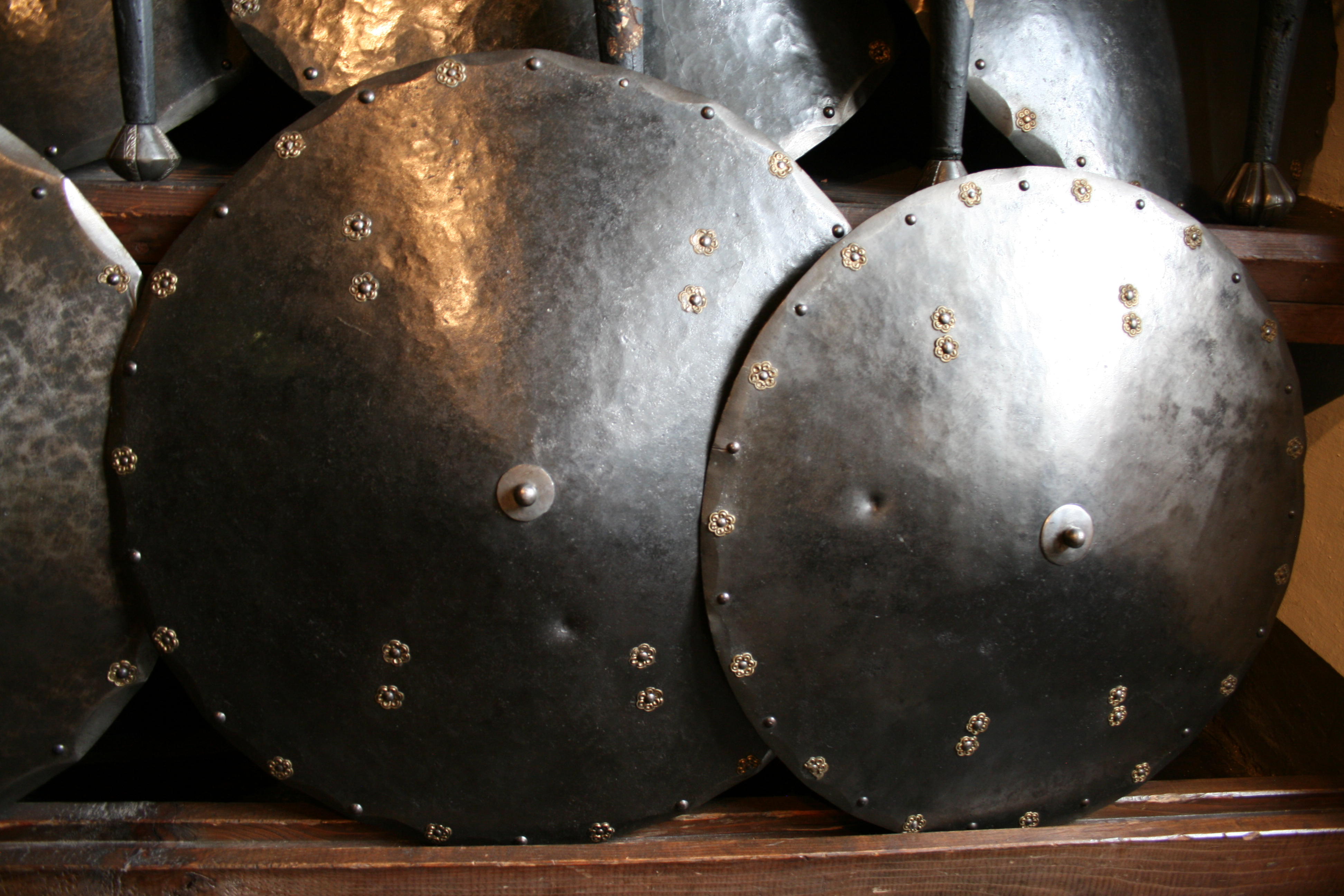
Rondartschen aus dem 17. Jahrhundert (Landeszeughaus Graz)

Die Rotella (auch Rondache, Rondartsche oder Rundtarge) war ein leicht gewölbter Ganzmetallrundschild der Renaissance. Er war mit etwa 50 bis 75 cm Durchmesser größer als die zeitgenössischen Buckler und (Hand-)Targen und wurde im Gegensatz zu diesen nicht an einem Faustgriff, sondern mithilfe einer Schildfessel an den Unterarm geschnallt getragen. Dadurch war die Rotella nicht ganz so dynamisch im Gefecht einzusetzen. Aktive Schildaktionen wie Schläge zum Waffenarm kamen aber immer noch vor. Primär wurde der große Schild jedoch schräg an der linken Körperhälfte angewinkelt geführt und zum Decken der Schwerthand beim Angriff genutzt. Vornehmlich wurde versucht, die gegnerische Waffe mit der vorderen Schildkante anzubinden und sich selbst nicht mit dem eigenen Schild durch Vorhalten  die Sicht zu nehmen. Im Krieg wurden mit solchen Rundschilden ausgerüstete Soldaten im Nahkampf nach dem Aufeinandertreffen der Stangenwaffenformationen, oder gegen feindliche Schützen, eingesetzt.

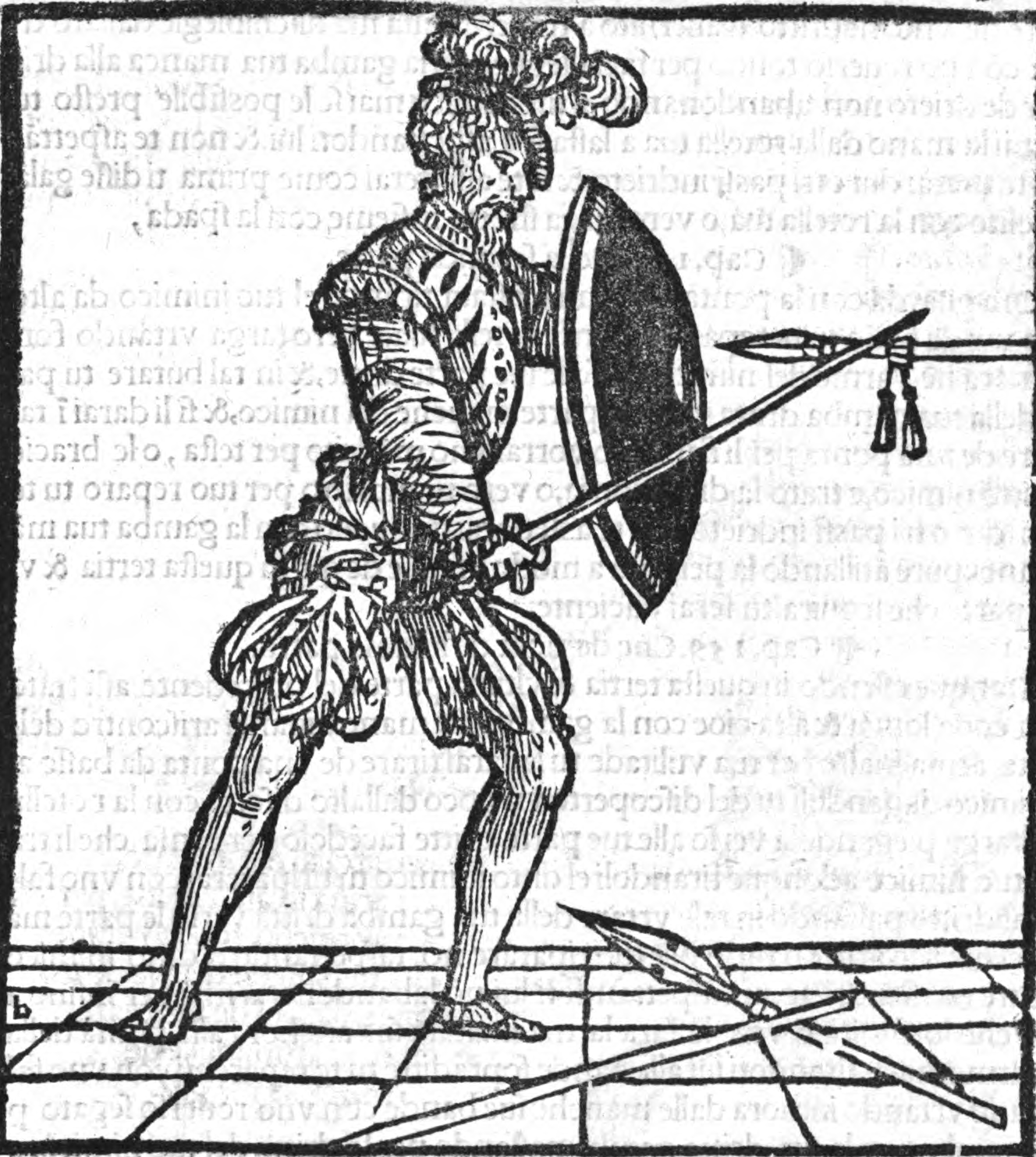
Darstellung von Rotella und Seitschwert im Fechtbuch "Opera Nova", 1536

Die Rotella fand insbesondere in Italien Verbreitung, in Spanien und Portugal war dieser Schildtypus unter dem Namen Rodela verbreitet und fand u. a. bei den frühen Conquistadoren häufig Verwendung.
Eine spätere Abart der Rotella war der sogenannte Kugelschild, der eine höhere Materialstärke und eine stärkere Wölbung aufwies. Dadurch war er bedingt beschusshemmend und schützte so besser vor den Geschossen der frühen Feuerwaffen.